# Наджия (имя)
Наджи́я (араб. نجية‎) — женское имя арабского происхождения.
Имя Наджи́я в переводе с арабского означает «самая близкая подруга». Распространено у арабов и народов исповедующих ислам.